# Sulfato de cromo(II)
El Sulfato de Cromo(II) hace referencia a un compuesto inorgánico con la fórmula química CrSO4·n H2O. En su forma pentahidratada es un sólido de color azul que se disuelve fácilmente en agua. Una solución del catión cromo(II) es fácilmente oxidada por el aire a Cr(III). Las soluciones de Cr(II) son utilizadas en especial para reducir agentes de valor en síntesis orgánica.
La sal se produce al tratar metal de cromo con Ácido Sulfúrico diluido según:
Cr  +  H2SO4  +  5 H2O   →   CrSO4·5 H2O + H2

## Estructura
En soluciones acuosas forma aquo complejos, presumiblemente con seis moléculas de agua como ligandos. Las estructuras de las sales cristalinas son similares a los hidratos correspondientes del sulfato de cobre pentahidratado, trihidratado, monohidratado, y anhidro.  En todo de estos compuestos, el Cr(II) en el centro adopta una geometría de coordinación octaédrica, siendo coordinado a seis oxígenos, provisto de una combinación de agua y los ligandos sulfato.